# Aristeus varidens
Aristeus varidens är en kräftdjursart som beskrevs av Lipke Bijdeley Holthuis 1952. Aristeus varidens ingår i släktet Aristeus och familjen Aristeidae. Inga underarter finns listade i Catalogue of Life.